# Slotermeerlaan

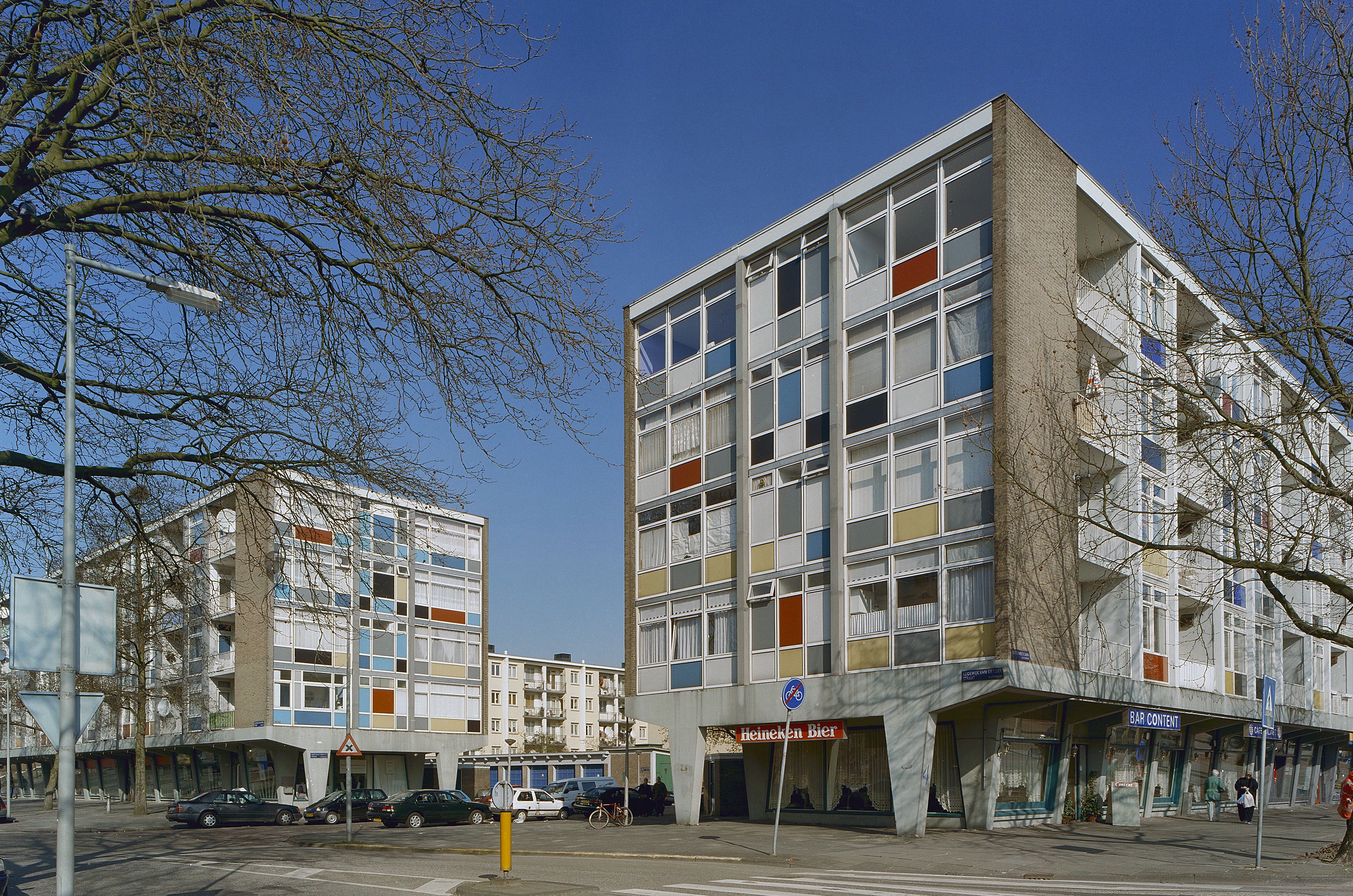
Een opvallend gebouw aan de Slotermeerlaan is de 'Verfdoos', naar ontwerp van Allert Warners. Op deze foto uit 2002 nog met de kleuren van voor de renovatie van 2009.

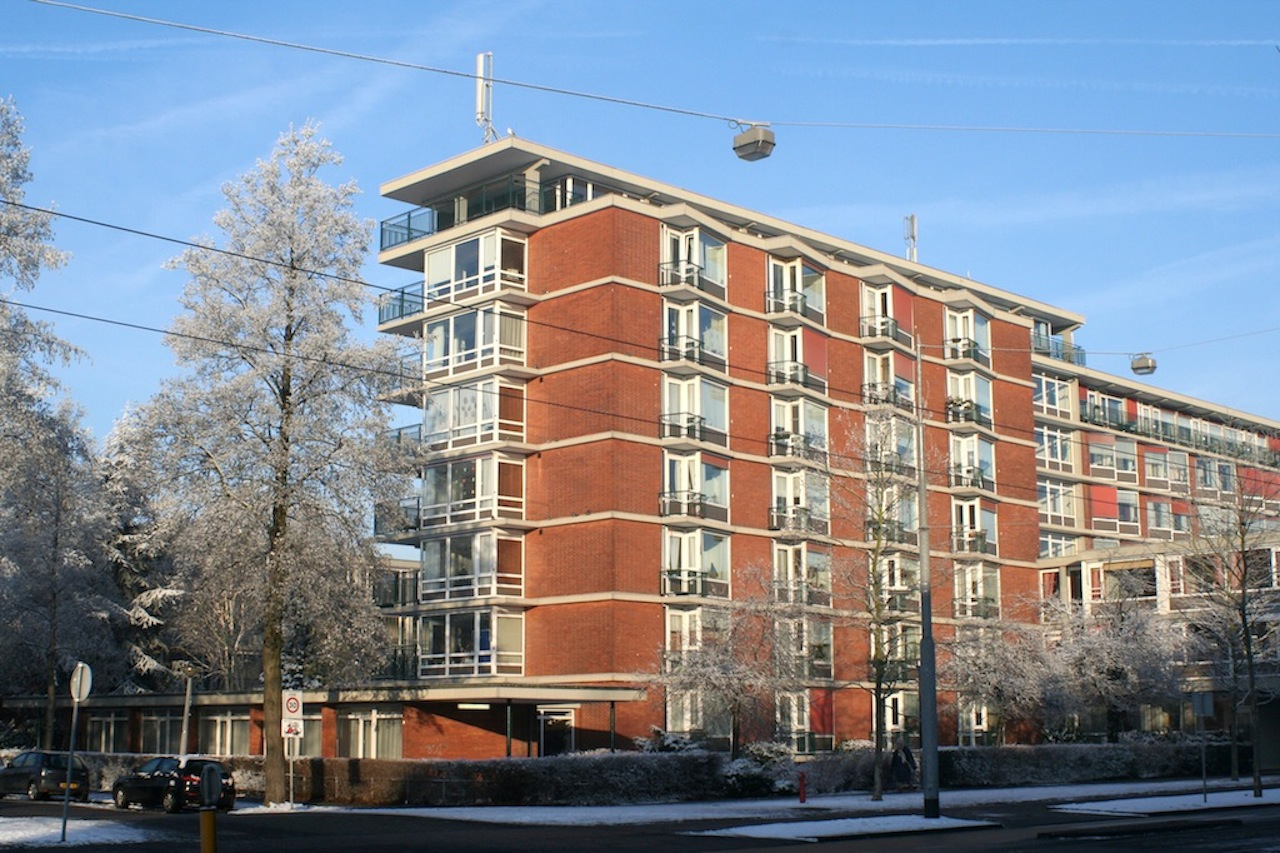
A.H. Gerhardhuis, Slotermeerlaan 1, Amsterdam.

De Slotermeerlaan is een straat in Amsterdam Nieuw-West. De straat loopt van west naar zuid en begint bij het circuit aan de Burgemeester De Vlugtlaan/Antony Moddermanstraat. Vervolgens gaat de straat met een bocht naar rechts en kruist dan nogmaals De Vlugtlaan. Vervolgens loopt de straat langs Plein '40-'45, kruist de Henriette Roland Holststraat/Lodewijk van Deysselstraat, de Burgemeester Röellstraat met een circuit en tot slot het J.F.Berghofplantsoen/Socratesstraat. Vervolgens loopt de straat over in de President Allendelaan. Het eerste gedeelte van de straat in een smalle woonstraat terwijl de straat daarna een belangrijke doorgaande route wordt.
De straat kreeg zijn naam in 1953 en werd vernoemd naar de tuinstad Slotermeer.

## Openbaar vervoer
Tussen de Burgemeester De Vlugtlaan en de Sloterplas reed tramlijn 13 sinds 1954. In 1989 nam tramlijn 14 zijn plaats in. In 2004 is tramlijn 7 er bij gekomen. Op 22 juli 2018 verdween tramlijn 14. Voorts rijdt er R-net buslijn 369.  